# Mae Sai (tambon)
Mae Sai (Thai: แม่สาย) is de noordelijkste tambon van Thailand en ligt in de amphoe Mae Sai. De tambon had in 2005 21.697 inwoners en bestaat uit 14 mubans, waarvan Mae Sai de grootste is.

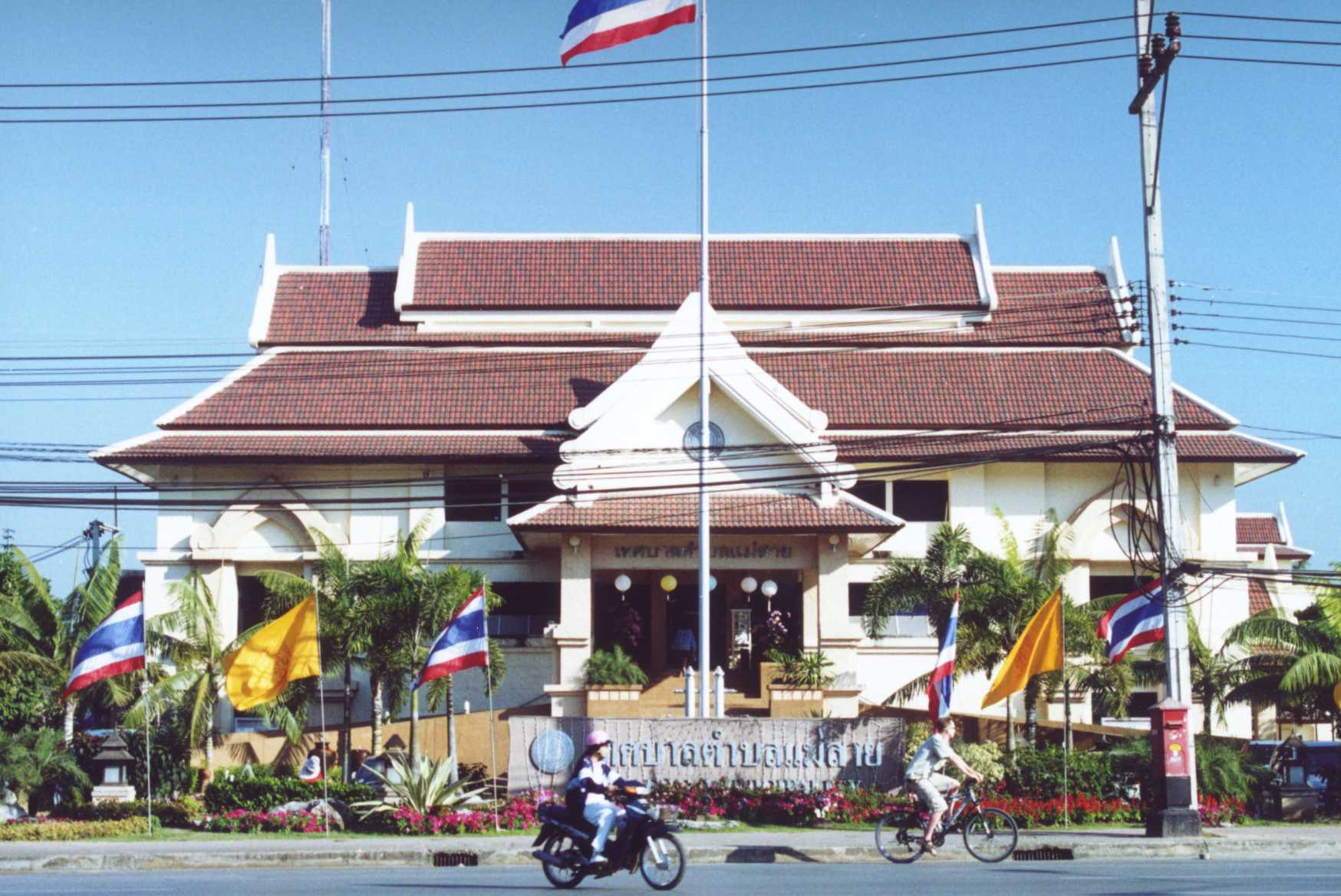
Districtshuis